# Enrique Mendoza
Enrique Mendoza D'Ascoli (Petare, 11 de agosto de 1945 - Caracas, 3 de abril de 2023) fue un político venezolano, concejal y dos veces alcalde del municipio de Sucre, tres veces gobernador del estado de Miranda y fue diputado por esa misma entidad ante la Asamblea Nacional de Venezuela. Al momento de su fallecimiento era presidente del partido socialcristiano Copei del Estado de Miranda. En las últimas elecciones municipales fue candidato de su partido a la Alcaldía del municipio de Sucre, del mismo estado, y fue vencido por su contrincante oficialista José Vicente Rangel Ávalos.

## Biografía personal
Nació en Caracas, Venezuela, el 11 de agosto de 1945. Fue hijo de Clara D'Ascoli y José Eduardo Mendoza, un reconocido narrador hípico, llamado de manera cariñosa como "Miralejos", debido a su peculiar manera de narrar las competiciones hípicas; en principio llevando unos binoculares, y más tarde sin ellos. 
Realiza estudios en el Colegio La Salle, tras los cuales inicia la carrera de Derecho en la Universidad Central de Venezuela, estudios que abandonaría en el cuarto año para dedicarse por completo a la política. En una época se le relacionó sentimentalmente con la alcaldesa de Chacao y excandidata presidencial Irene Sáez Mendoza sufría leucemia, una gravísima enfermedad que le fue diagnosticada tras haberse contagiado de COVID-19, a primera hora de la mañana del 3 de abril de 2023, Mendoza, uno de los políticos más influyentes de Miranda, sufrió un infarto que finalmente acabó con su vida.

## Biografía política
Desde muy joven, Enrique Mendoza inicia su vida política, militando en el partido social cristiano Copei, formando parte y dirigiendo la Juventud Revolucionaria Copeyana (JRC). Luego, es llamado por uno de los fundadores del partido Copei en Venezuela y quien en ese momento, era presidente del Congreso de la República de Venezuela, José Antonio Pérez Díaz, para designarlo como su asistente privado. A partir de allí, comienza su relación y formación política con el poder y la gestión pública nacional. 

### Concejal y alcalde
En 1979, ejerce el primer cargo público de su vida política como concejal en el municipio Sucre del estado Miranda. Durante su desempeño como concejal, logró alcanzar la Presidencia de la Cámara Municipal. Para 1989, gana su primer cargo público de elección popular como alcalde del municipio Sucre, a través de las elecciones que se realizan por primera vez en Venezuela para elegir a los gobernadores y alcaldes de las regiones para el período 1990-1992, éstos cumplirían sus funciones por período de tres años con posibilidad de reelección inmediata una sola vez. Luego, para el siguiente periodo de gobierno 1993-1995, se postula para su reelección como alcalde, obteniendo nuevamente el triunfo con el mayor número de votos.
En su primera gestión como Alcalde tuvo a su cargo la responsabilidad de dirigir al municipio Chacao cuando aún formaba parte del municipio Sucre hasta que finalmente aquel municipio se separa y elige como alcaldesa a Irene Sáez en 1992.

### Gobernador
En 1995, Enrique Mendoza decide postularse a la Gobernación del Estado Miranda, por el período de gobierno 1996-1998, ganando las elecciones con el 43,91% de los votos. Luego, para el siguiente periodo de gobierno 1999-2001, se postula para su reelección como Gobernador, obteniendo nuevamente el triunfo con 51,02% de los votos. 
Antes los cambios ocasionados por la instalación de una Asamblea Nacional Constituyente y aprobación de una nueva Constitución de Venezuela en 1999, surgen unas nuevas elecciones regionales en el 2000, para renovar por completo todos los cargos de elección popular que hasta ese momento estaban en ejercicio. A partir de ese año, de acuerdo a la nueva constitución, los gobernadores y alcaldes electos aumentarían su período de gobierno de 3 a 4 años, siendo su primer periodo de gobierno 2000-2003. Para esas elecciones, Enrique Mendoza se postula nuevamente como Gobernador de Miranda, obteniendo el 64,81% de los votos. 
Entre los años 2000 y 2004, Venezuela estuvo sostenida por un enfrentamiento totalmente polarizado entre la "oposición" al gobierno de Hugo Chávez, y el "oficialismo" que apoyaba las acciones del Presidente de la República. Este último, instaurando un nuevo modelo de estado y el primero reclamando las formas fuera de norma para su instauración que le otorgaba mayor concentración y abuso de poder a un solo hombre: el presidente de la República.  
Para los años 2001 y 2002, se plantea por completo la crisis del país entre Leyes Habilitantes, Paros Nacionales y protestas de calles que unía a patronos (Fedecámaras) y trabajadores (CTV), solicitud pública de renuncia de Chávez al poder por parte de Oficiales activos de las FF. AA., despido de altos gerentes de PDVSA por parte de Chávez, la marcha de protesta de la oposición que se desvió hacia Miraflores, convirtiéndose en violentos disturbios y enfrentamientos entre opositores y partidarios del gobierno nacional frente a la casa de gobierno nacional, eso generó la intervención de la Guardia Nacional y la Policía Metropolitana de Caracas; sin embargo, la activación del Plan Ávila por parte de Chávez a través de una Cadena Nacional televisada y la desobediencia de las estaciones de televisión privadas ante la exhibición exclusiva de la Cadena, dividiendo las pantallas y transmitiendo al lado del discurso de Chávez, escenas de los disturbios que ocurrían en el centro de Caracas, crearon toda una confusión y una desestabilización por completo del orden público. 
Ante estas imágenes televisadas, el gobierno nacional, manda a retirar del aire a dichas televisoras pero éstas, con un plan alterno, logran, 5 minutos después, seguir transmitiendo -aunque con una imagen de menor calidad-, los heridos y muertos que comenzaron a sucederse después del mediodía del 11 de abril de 2002. Estos acontecimientos son un hito tanto para la oposición como para los oficialistas, ya que se plantea un golpe de Estado que no sobrepasa una semana, regresando al poder Chávez el 14 de abril de 2002. Sin embargo, siguen las protestas y enfrentamientos hasta el 3 de febrero de 2003, donde la oposición se vuelca por completo a la realización de un Referéndum Revocatorio -en fecha 15 de agosto de 2004-, para decidir la permanencia o no en el cargo de presidente de la República a Hugo Chávez. 
En la víspera del Golpe de Estado en Venezuela de 2002 contra el gobierno de Hugo Chávez, dijo en una entrevista sobre Venezolana de Televisión (VTV) «Esa basura que se llama el canal 8 vamos a sacarla fuera del aire, va fuera del aire». En el 2004, sin renunciar a la gobernación mirandina fue escogido por los sectores políticos adversos al gobierno del presidente Hugo Chávez para presidir la Coordinadora Democrática, una heterogénea coalición de organizaciones civiles y partidos políticos, en ese momento muchos sectores opositores lo señalaron como candidato natural para las hipotéticas elecciones presidenciales adelantadas, en caso de que el presidente Chávez fuera derrotado en el referéndum revocatorio celebrado ese mismo año, sin embargo Chávez venció, lo que originó que Mendoza renunciara casi de inmediato a la dirigencia de la coalición a favor de Pompeyo Márquez. 
En octubre de 2004, la elección de gobernadores y alcaldes estuvo marcada por la victoria de Hugo Chávez en el Referéndum Revocatorio realizado en agosto de ese año. La oposición llamó fraudulento al proceso y de ahí se generarían diferentes posturas en la oposición venezolana sobre participar o no ante un Consejo Nacional Electoral (CNE) supuestamente parcializado hacia Chávez. La decisión de la oposición, para participar o abstenerse, se mantuvo hasta el día de las votaciones; algunos candidatos se retiraron de manera formal y algunos se mantuvieron con una postura ambigua. El resultado fue la victoria oficialista en 20 de las 22 gobernaciones, los opositores solamente consiguieron las gobernaciones del Zulia y Nueva Esparta. Para esas elecciones del 2004, Mendoza se postuló una vez más para la reelección de Gobernador del estado Miranda, el cual resultó derrotado con el 48,12% de los votos, siendo sustituido en el cargo por el miembro del MVR, Diosdado Cabello.
El 30 de noviembre de 2007, fue imputado por la fiscalía del Ministerio Público junto a la periodista Milagros Durán por la toma de la televisora VTV en abril de 2002, pasando a la clandestinidad. El 7 de enero de 2008, Mendoza se entrega voluntariamente ante los tribunales para beneficiarse de la amnistía decretada por Hugo Chávez el 31 de diciembre de 2007. La Fiscalía pidió que sea considerado entre los beneficiarios de la amnistía.
Para el 2008, ante el deterioro y atraso que ocasionó el gobierno de Diosdado Cabello al estado Miranda, Enrique Mendoza se postula nuevamente como candidato a la Gobernación del estado Miranda; pero el Chavismo le tuvo miedo al gran respaldo popular que tenía y lo inhabilita políticamente para que no pueda ser candidato. El Departamento de Estado de los Estados Unidos mencionó a Mendoza en su informe de Derechos Humanos de 2008 como negación de un juicio público justo.
Eso, no mermo su visión y fuerza para hacer justicia en reponer la idea de bienestar y democracia en el estado Miranda, apoyando la candidatura de Henrique Capriles, dando un gran ejemplo de unidad con su equipo de trabajo, para recuperar dentro de una coalición de diferentes fuerzas partidistas, la gobernación de Miranda a los demócratas con un 53,11% de los votos, siendo derrotado Diosdado Cabello con el 46,10% de los votos.

### Diputado a la Asamblea Nacional
En diciembre de 2009 expiró la inhabilitación para ejercer cargos públicos, por lo que pudo postularse como diputado a las elecciones parlamentarias del 26 de septiembre de 2010. Sin embargo, tuvo desencuentro con varios partidos opositores por lo que fue excluido en un primer momento de la llamada "mesa de unidad" (posteriormente se convirtió en una plataforma electoral denominada oficialmente Mesa de la Unidad Democrática, MUD), que busca presentar candidaturas unitarias en todas las circunscripciones electorales mediante primarias o pactos de los sectores antichavista. Después de que la MUD no lo postulara al cargo de diputado principal de la lista del estado Miranda, Mendoza aceptó lo sucedido, aunque no descartaba que pueda llegar a un acuerdo unitario para ser candidato por el tercer circuito del mismo estado. Finalmente, la MUD convierte a Mendoza en el candidato primero de la lista por Miranda y candidato nominal por el Circuito 2 de la entidad conformado por los Municipios Baruta, Chacao, El Hatillo y la parroquia Leoncio Martínez del Municipio Sucre. En los citados comicios obtiene la victoria siendo el segundo diputado elegido con mayor número de votos en toda Venezuela (234.272 votos).
Enrique Mendoza siendo Diputado por el estado Miranda ante la Asamblea Nacional, es integrante de la Comisión Permanente de Cultos y Régimen Penitenciario . Planteándose un trabajo mancomunado con su compañero suplente Ángel Medina Devis (AD). Juntos han acordado realizar el trabajo parlamentario de manera conjunta. Mientras Mendoza practica la política de base participando en marchas de protesta contra el régimen y dirigiéndose regularmente a su electorado, su diputado participa en los debates parlamentarios en perfecta coordinación con su representante electo. Es uno de los más fuertes opositores al régimen chavista.
Es un trabajo de equipo, ante la imposibilidad de tener espacios para la disidencia y apoyo a leyes que impone la mayoría de los diputados del oficialismo en la Asamblea Nacional, que no permite el planteamiento ni aprobación de propuestas dadas por los diputados de la oposición. Con el parlamentarismo de calle, Enrique Mendoza ha logrado ayudar en la recaudación de demandas, necesidades y solicitudes de la comunidad mirandina ante los diferentes entes de gobierno, apoyándose en su investidura de diputado que logra hacer la petición y seguimiento, pero hasta aquí es lo que se ha podido lograr finalizando su periodo en enero de 2016.